# القشة التي قصمت ظهر البعير

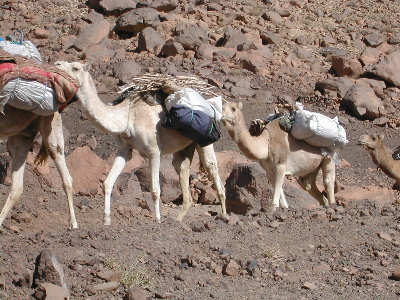

القشة التي قصمت ظهر البعير هو مثل يشير إلى حدث صغير يحدث أثرًا كبيرًا (معنويًا عادةً) ليس بذاته فقط بل لأنه جاء بعد تراكم كثير من الأحداث. كالبعير الذي يُحمَّل الأحمال الثقيله حتى لم يعد يحتمل شيئًا آخر، ثم تضع فوقه حملًا صغيرًا (كالقشة مثلًا) فينقسم ظهره، ظاهريًا بسبب القشة، ولكن حقيقةً بسبب عدم مقدرته على حمل كل الأحمال السابقة. أصل هذا المثل من اللغة الإنجليزية، فهو ترجمة حرفيّة من: «the straw that broke the camel's back».
حسب «معجم التعابير الاصطلاحية في العربية المعاصرة: عربي - عربي» للدكتورة وفاء كامل فايد فإنَّ «القَشَّةُ التي قَصَمَت ظَهرَ البَعير: الشَّيءُ البسيطَ الذي أدَّى إلى حدوث الكارثة». وحسب «معجم الأمثال العربية» «(198) القَشَّة التي قصمت ظهر البعير: لكل حيوانٍ قدرةٌ خاصةٌ في تحمل الأعمال، فإذا زاد الحِمل عن الطاقة، عَجز الحيوانُ عن حملة مهما كان قليل الوزن كالقشة، وهذا الأمر يُشبه الإنسان في حياته، فهناك طاقةٌ معينة لتحمله أعباء الحياء ومشكلاتها، ورُبما تأتي مُشكلةٌ هينةٌ فوق مُشكلاته لا يستطيع معها الإنسان مواصلة الصمود فينهار.» وأنَّ المثل يُستعمل للتَعبير عن زيادةِ المُشكلات عن طاقة التََّحمل.